# Abdul Majid Kubar
Abdul Majid Kubar (Trípoli, 9 de maio de 1909 — 4 de outubro de 1988) foi um político líbio que chegou a primeiro-ministro da Líbia entre maio de 1957 e outubro de 1960.

## Biografia
Kubar trabalhou seu caminho na política tripolitana até ser nomeado membro da Assembleia Nacional Constituinte em 1950. Na primeira eleição geral da Líbia em 1952, ele ingressou no parlamento e serviu como presidente da Câmara até se tornar primeiro-ministro em 1957. Um escândalo financeiro centrado ao custo de uma estrada sendo construída em Fezzan para Sabha levou à sua queda. Custando originalmente US$ 5,3 milhões e programado para ser concluído em três anos, os estouros de custo levaram a estimativas posteriores de três vezes o custo. Temendo um voto de desconfiança, ele renunciou em 1960.